# Öster-Tvärtjärnen
Öster-Tvärtjärnen är en sjö i Sollefteå kommun i Ångermanland och ingår i Ångermanälvens huvudavrinningsområde. Sjön har en area på 0,0612 kvadratkilometer och ligger 181,7 meter över havet.

## Delavrinningsområde
Öster-Tvärtjärnen ingår i det delavrinningsområde (701119-159546) som SMHI kallar för Mynnar i Högforsån. Medelhöjden är 177 meter över havet och ytan är 36,22 kvadratkilometer. Det finns inga avrinningsområden uppströms utan avrinningsområdet är högsta punkten. Lillån (Gunnån) som avvattnar avrinningsområdet har biflödesordning 3, vilket innebär att vattnet flödar genom totalt 3 vattendrag innan det når havet efter 15 kilometer. Avrinningsområdet består mestadels av skog (89 procent). Avrinningsområdet har 0,34 kvadratkilometer vattenytor vilket ger det en sjöprocent på 0,9 procent.